# Штильке, Карин
Ка́рин Шти́льке (нем. Karin Stilke, урождённая Лаль (Lahl); 1 марта 1914, Бремен — 2 мая 2013) — немецкая фотомодель, популярность которой пришлась на 1930-е и 1940-е годы.

## Биография
Окончив школу, Карин приехала в Берлин и училась на переводчицу. Благодаря тётке, у которой она проживала в столице, Карин познакомилась с писателем Карлом Густавом Фольмёллером, а затем и с другими известными деятелями искусства и культуры того времени: Эрихом Кестнером, Эрихом Марией Ремарком, Джозефом фон Штернбергом, Марлен Дитрих и Курдом Юргенсом.
Весной 1936 года Карин на Курфюрстендамм заметила и пригласила на съёмки фотограф Ива. С этого момента Карин более чем на два десятка лет, до 1957 года позировала самым знаменитым фотографам моды, в том числе и Мартину Мункачи в Нью-Йорке. В 1941 году Карин вышла замуж за книготорговца Георга Штильке. Последние годы жизни провела в Гамбурге.